# Pałac w Składowicach
Pałac w Składowicach – wybudowany w XVII w. w Składowicach – wsi  w Polsce, w województwie dolnośląskim, w powiecie lubińskim, w gminie Lubin.

## Historia
Pałac stanowił do połowy XVII wieku majątek rodu von Haugwitz; w 1652 został sprzedany przyrodoznawcy Janowi Jonstonowi, który spędził tu ostatnie lata życia (1656–1675). Obiekt jest częścią zespołu pałacowego, w skład którego wchodzi jeszcze park.

## Opis
Piętrowy pałac kryty wysokim dachem czterospadowym, z dwupiętrowym ryzalitem od frontu z głównym wejściem.